# Blondie
Blondie (укр. Білявка) — американський рок-гурт, створений у Нью-Йорку 1977 року. Один із найуспішніших гуртів нової хвилі. Перша назва — Angel & The Snake.

## Склад
До складу гурту ввійшли:
- Деббі Гаррі (Debbie Harry), повне ім'я — Дебора Гаррі (Deborah Harry), 1.07.1945, Маямі, Флорида, США — вокал
- Кріс Стейн (Chris Stein), 5.01.1950, Нью-Йорк, США — гітара
- Білл О'Коннор (Bill O'Connor) — ударні
- Фред Сміт (Fred Smith) — бас
- Айвен Крал (Ivan Krai) — гітара, клавішні

## Історія
Вокалістка гурту, Дебора Гаррі (прихильники називали її «Мерилін Монро панк-року») почала співати в шкільні роки в хорі місцевої церкви. У першій половині 1960-х виступала з різними аматорськими гуртами, такими як Fithgrade Girls Club, Uni Trio, The First National Unaphrenic Church & Bank. 1968 року запрошена до гурту Wind In The Willows, з яким записала окремий альбом. Після його виходу тимчасово залишила рок-сцену. Працювала косметологинею, офіціанткою в барі та моделлю.
1972 року Гаррі познайомилася з учасниками гурту New York Dolls, за протекцією яких потрапила до складу жіночого тріо Stilettos. Як учасниця Stilettos познайомилася з Крісом Стейном, з яким 1974 року утворила гурт Angel & The Snake. Однак перспективи цього гурту почали танути, коли Фред Сміт перейшов до Television, Айвен Крал — до гурту Патті Сміт, а Білл О'Коннор присвятив себе вивченню юриспруденції.
1976 року до гурту запросили нових музикантів: Джиммі Дестрі (Jimmy Destri, справжнє ім'я Джеймс Молліка (James Mollica), 8.04.1954, Нью-Йорк, США) — клавішні, вокал; Гері Валентайна (Gary Valentine) — бас, та Клема Берка (Clem Burke, справжнє ім'я Клемент Бозевскі (Clement Bozewski, 24.11.1955, Бейоні, Нью-Йорк, США) — ударні, вокал. Тоді ж було змінено назву на Blondie — на честь Дебори Гаррі. Гурту вдалося укласти угоду на запис з продюсером Річардом Гонтеєрером. На першому альбомі «Blondie», який видала фірма «Private Stock», вміло поєднано панк-рок із звучанням жіночих гуртів 60-х, а також інші музичні стилі — фанк, серф, поп-рок. Удалося задовольнити різні смаки, і хоча платівка не здобула шаленого успіху, на Blondie звернули увагу, особливо у Великій Британії.
Однак внутрішні суперечки згодом призвели до виходу зі складу 1977 року Валентайна, який пізніше утворив гурт The Know. Однак його відсутність компенсували новими учасниками: Френком «Фрік» Інфентом (Frank «The Freak» Infante, Нью-Йорк, США) — гітара, і Найджелом Гаррісоном (Nigel Harrison, Прінсес Різбороу, Велика Британія) — бас. Новий і вже досить стабільний склад, що уклав контракт з фірмою «Chrysalis», відразу отримав визнання. Уже до альбому Plastic Letters (записаний без Гаррісона) входило два хіт-сингли: «Dennis» та «I'm Always Touched By Your Presence Dear», а до записаного під керівництвом відомого продюсера Майка Чепмена лонгплею Parallel Lines ще два хіт-сингли: «Heart Of Glass» та «Sunday Girl».
Стилістично нерівний альбом Eat To The Beat виявив загравання гурту з музикою диско, однак це не зашкодило синглам «Union City Blue», «Atomic» та Call Me стати хітами. Останній з них, що спирався на тему з фільму «American Gigolo» (записаний у співпраці з композитором і продюсером Джорджіо Мородером), потрапив на вершину чартів у Великій Британії та США. Платівка Autoamerican містила чергові американські хіти: «The Tide Is High» та «Rapture», однак, гурт почали супроводжувати проблеми, після того, як мас-медіа зацікавилися фотогенічною вокалісткою. Гурт усе більше ототожнювали лише з Деббі Гаррі, що не подобалось іншим учасникам Blondie. Ситуація погіршилася після появи сольного альбому Гаррі «Коо Коо».
Остання платівка, The Hunter, з'явилася лише під потужним тиском керівництва фірми «Chrysalis», а промоційне турне цього альбому було перервано внаслідок хвороби Стейна, яка не дозволила йому виступати впродовж 1983—1985 років. Після тривалої перерви Деббі Гаррі зосередилася на сольній кар'єрі, а Берк спочатку створив з Гаррісоном гурт Chequered Past, а згодом приєднався до The Eurythmics.
1991 року на музичному ринку з'явилася компіляція «The Complete Picture — The Very Best Of Deborah Harry & Blondie» (із записами і Blondie, і сольними творами Гаррі) і відразу ж потрапила на третє місце британського чарту. Її популярність спонукала видати 1995 року платівку «Beautiful — The Remix Album», до якої ввійшли опрацьовані в нових танцювальних версіях найкращі хіти гурту. 1996 року Деббі Гаррі з'явилася на альбомі проєкту The Heads, що мав назву No Talking Just Head.

## Окремі композиції
- «In the Flesh» — перший хіт-сингл гурту. Пісня здобула популярність після того, як її помилково програли на австралійському телебаченні.
- «Rip her to Shreds» — з альбому Blondie (1977). Подібна манера співу Деббі Гаррі була типова для раннього періоду творчості гурту.
- «Heart of Glass» — диско-хіт з альбому Parallel Lines (1978). Одна з найвідоміших пісень гурту.
- «One Way or Another» — композиція в стилі нова хвиля з альбому Parallel Lines, що стала хітом в США.
- «Call me» — найбільший хіт гурту.
- «Rapture» — з альбому Autoamerican (1980), одна з перших композицій з елементами стилю реп, що здобула популярність у масової публіки США.
- «Maria» — з альбому No Exit (1999). Композиція в стилі 1970-х. Досягла першого місця у Великій Британії.

## Дискографія
- 1977: Blondie
- 1978: Plastic Letters
- 1978: Parallel Lines
- 1979: Eat To The Beat
- 1980: Autoamerican
- 1981: The Best Of Blondie
- 1982: The Hunter
- 1988: Once More Into The Bleach
- 1991: The Complete Picture — The Very Best Of Deborah Harry & Blondie
- 1993: Blonde & Beyond
- 1994: The Platinum Collection
- 1995: Beatiful — The Remix Album
- 1999: No Exit
- 2003: The Curse of Blondie
- 2011: Panic of Girls
- 2014: Ghosts of Download
- 2017: Pollinator

### Деббі Гаррі
- 1981: Koo Koo
- 1986: Rockbird
- 1989: Def, Dumb & Blonde

### Джиммі Дестрі
- 1982: Heart On The Wall

### Найджел Гаррісон
- 1977: Nite City (з гуртом Nite City)
- 1978: Golden Days, Diamond Nights (з гуртом Nite City).

### Chequered Past
- 1984: Chequered Past